# Bisdom Cruzeiro do Sul
Het bisdom Cruzeiro do Sul (Latijn: Dioecesis Crucis Australis) is een rooms-katholiek bisdom met als zetel Cruzeiro do Sul, in Brazilië. Het bisdom is suffragaan aan het aartsbisdom Porto Velho.

## Geschiedenis
Het bisdom werd opgericht op 22 mei 1931, als de territoriale prelatuur Juruá, uit delen van het aartsbisdom Amazonas, en was suffragaan aan het aartsbisdom Belém do Pará. Op 16 februari 1952 wisselde het van kerkprovincie en werd suffragaan aan het aartsbisdom Manaus. Op 25 juni 1987 werd het verheven tot bisdom en veranderde van naam naar Cruzeiro do Sul. Op 31 augustus 2001 wisselde het opnieuw van kerkprovincie en werd suffragaan aan het aartsbisdom Porto Velho.

## Parochies
Het bisdom had in 2021 een oppervlakte van 127.614 km2 en telde 342.500 inwoners waarvan 58,7% rooms-katholiek was.

## Bisschoppen
- Heinrich Ritter (6 september 1935 - 19 juli 1942)
- Henrique Klein (1942 - 1947)
- José Hascher (22 maart 1947 - 25 februari 1967)
- Heinrich Rüth (7 februari 1967 - 7 december 1988; coadjutor sinds 21 juni 1966)
- Luís Herbst (7 december 1988 - 3 januari 2001; coadjutor sinds 7 augustus 1979)
- Mosé João Pontelo (3 januari 2001 - 19 september 2018; coadjutor sinds 27 mei 1998)
- Flávio Giovenale (19 september 2018 - heden)

Porto Velho (aartsbisdom) · Cruzeiro do Sul · Guajará-Mirim · Humaitá · Ji-Paraná · Lábrea (territoriale prelatuur) · Rio Branco